# Повест за младоженците
„Повест за младоженците“ (на руски: Повесть о молодожёнах) е съветска драма от 1959 година.

## Сюжет
Ежегодно в „Дома над Нева“ се събират неговите възпитаници. На годишната сбирка се появява Шура (Кюнна Игнатова) със своя съпруг Володя (Анатолий Кузнецов), с когото току-що са се омъжили. Старите приятели приемат топло младоженците и им пожелават щастие. Но много скоро глупава кавга разделя младото семейство... Не е ясно как всичко е щяло да приключи, ако на помощ не се бяха притекли приятелите. Останалата сама Шура ражда близнаци, но не се връща в общежитието, а отива при приятеля си от детинство, Федя (Евгений Леонов). Рискувайки брака си, Федя и предоставя една стая в апартамента. Володя пристига в Ленинград и благодарение на помощта на верните приятели, младоженците отново се събират.

## В ролите
- Вера Пашенная като Олга Николаевна, директорката на дома
- Татяна Пелтцер като Варвара Василиевна
- Кюнна Игнатова като Шура
- Анатолий Кузнецов като Володя
- Гренада Жгун като Светлана
- Евгений Леонов като Федя
- Алиса Фрейндлих като Галя
- Евгения Трейтман като Лена
- Светлана Мазовецкая като Люба
- Владимир Побол като Коля
- Анатолий Азо като Степан, брат на Светлана
- Игор Боголюбов като брат на Светлана
- Владимир Курков като брат на Светлана
- Михаил Ладигин като бащата на Светлана
- Олга Порудолинская като Светлана Филиповна, майката на Светлана
- Зоя Александрова като възпитаничката на дома
- Николай Гаврилов като началника на строителния обект
- Кирил Лавров като летеца Александър Синицин
- Оскар Линд като квартироуредника
- Пьотр Лобанов като домоуправителя
- Людмила Макарова като Катя, рецепционистката в родилния дом
- Галина Мочалова като Тося
- Тамара Сезеневская като Маша, медицинската сестра от родилния дом
- Николай Трофимов като Кукушкин, баща на четири дъщери
- Сергей Юрский като Данило, приятел на Володя
- Борис Аракелов като Анатолий, приятел на Володя
- Светлана Жгун като Валя
- Владислав Ковалков като единия съсед от общежитието
- Олег Хроменков като другия съсед от общежитието
- Алексей Кожевников като комсомолеца
- Акилина Колесова като акушерката
- Владимир Особик като Гаврик
- Зоя Русина като пътничката в автобуса